# Unione Sportiva Grosseto 1939-1940
Questa pagina raccoglie le informazioni riguardanti l'Unione Sportiva Grosseto nelle competizioni ufficiali della stagione 1939-1940.

## Rosa
| N. |                   | Ruolo | Calciatore        |
| -- | ----------------- | ----- | ----------------- |
|    | Italia (bandiera) | D     | Piero Balliano    |
|    | Italia (bandiera) | A     | L. Bonavolontà    |
|    | Italia (bandiera) | D     | Rosilio Bontadi   |
|    | Italia (bandiera) | A     | Giuseppe Calcagno |
|    | Italia (bandiera) | D     | Gaetano Candura   |
|    | Italia (bandiera) | A     | Ottorino Capponi  |
|    | Italia (bandiera) | D     | Remo Carmignani   |
|    | Italia (bandiera) | C     | Luigi Castelli    |
|    | Italia (bandiera) | P     | P. Checchelli     |
|    | Italia (bandiera) | A     | Dario Dari        |
|    | Italia (bandiera) | D     | Giuseppe Desideri |
|    | Italia (bandiera) | A     | Giuseppe Fommei   |
|    | Italia (bandiera) | D     | Adelmo Gadda      |

| N. |                   | Ruolo | Calciatore           |
| -- | ----------------- | ----- | -------------------- |
|    | Italia (bandiera) | C     | Salvatore Giovannini |
|    | Italia (bandiera) | A     | B. Jacoboni          |
|    | Italia (bandiera) | C     | Loris Lottini        |
|    | Italia (bandiera) | A     | A. Marconi           |
|    | Italia (bandiera) | D     | G. Marelli           |
|    | Italia (bandiera) | P     | Wolfrido Menghetti   |
|    | Italia (bandiera) | C     | Enzo Micheli         |
|    | Italia (bandiera) | P     | Aristide Nascenzi    |
|    | Italia (bandiera) | A     | Mario Pensierini     |
|    | Italia (bandiera) | A     | Etrusco Polverini    |
|    | Italia (bandiera) | A     | Guido Querci         |
|    | Italia (bandiera) | C     | V. Vacchini          |
|    | Italia (bandiera) | A     | I. Vichi             |